# جووانی بلینی

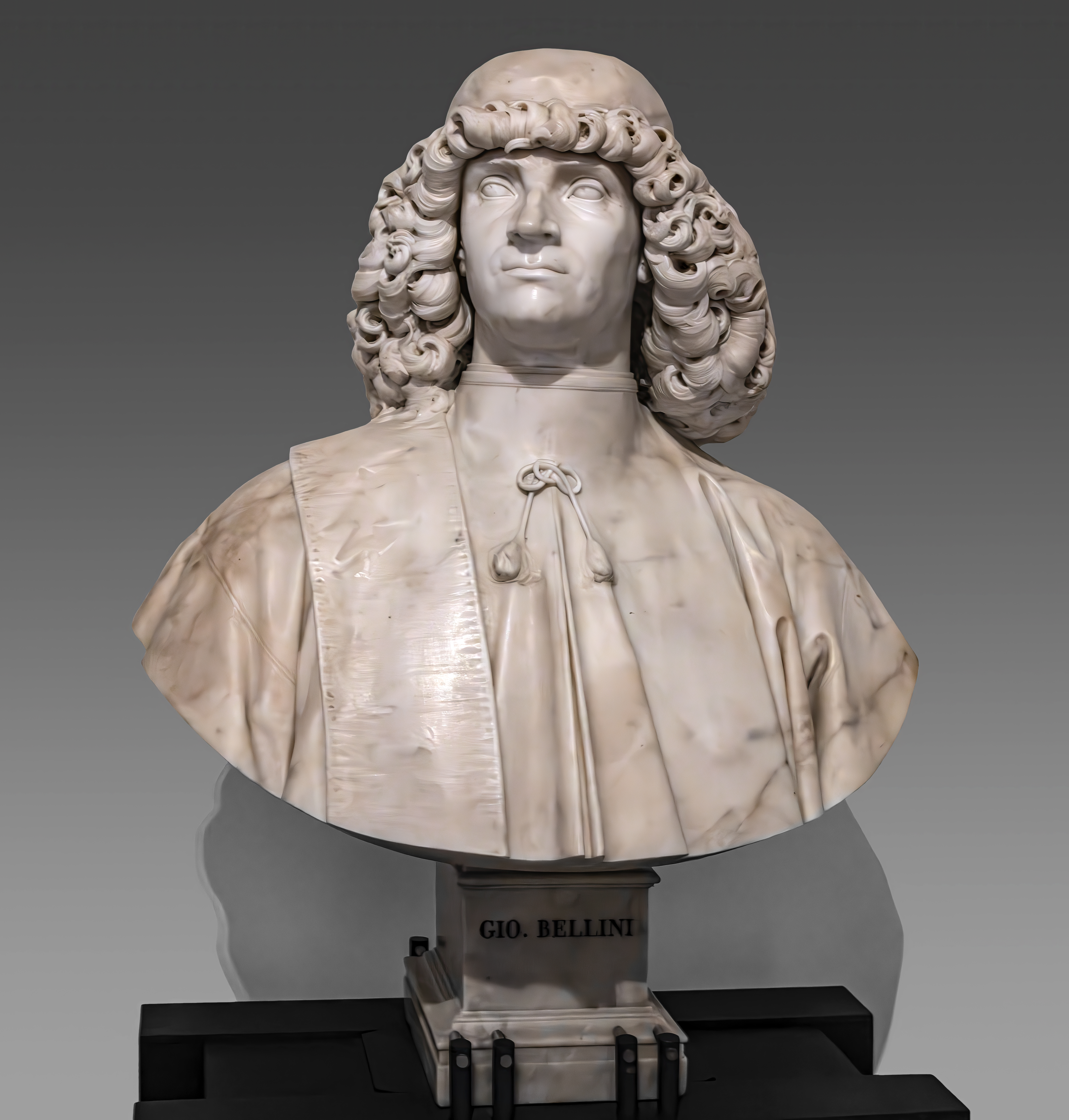
مجسمه نیم تنه جووانی بلینی در ونیز

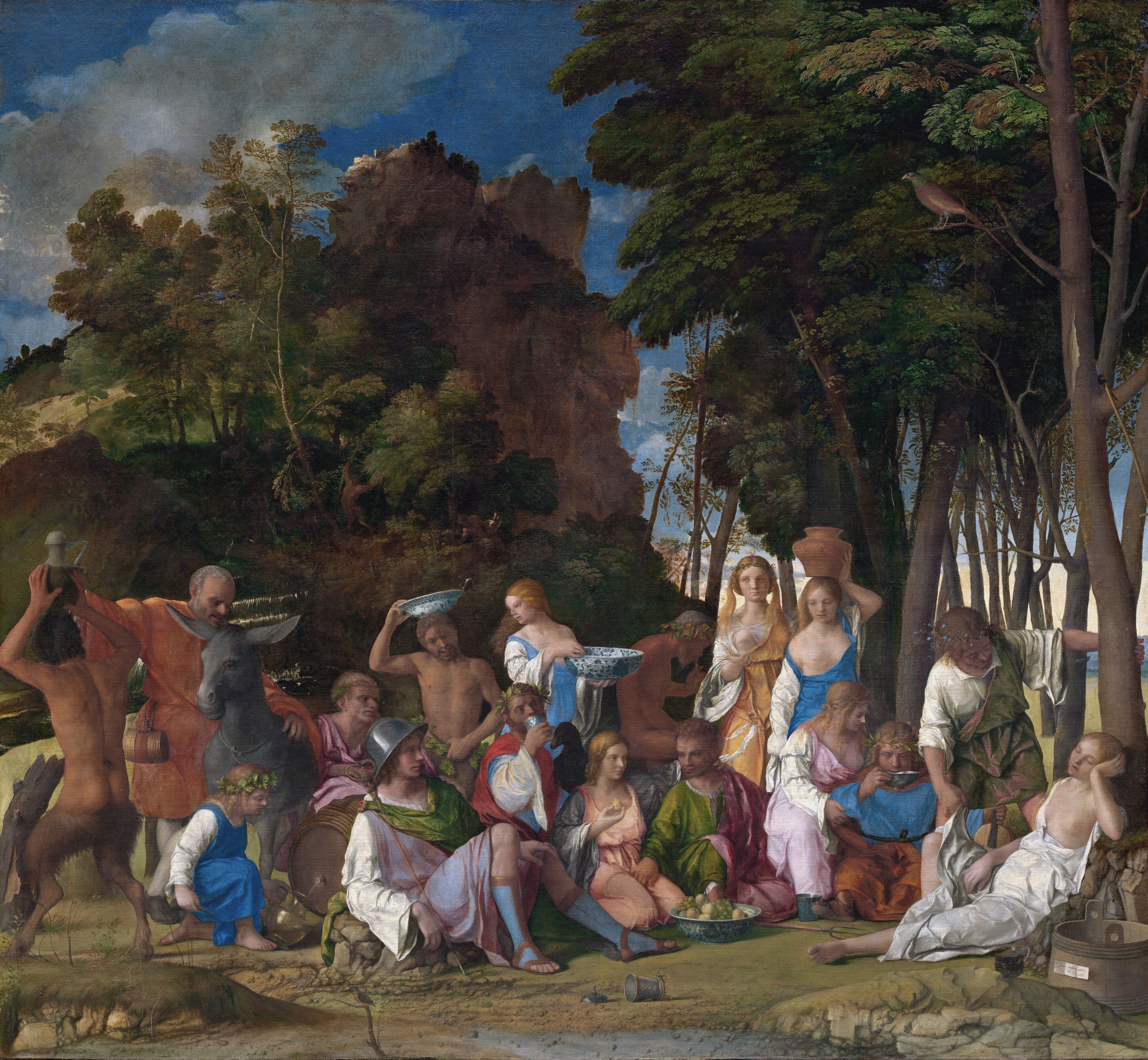
ضیافت خدایان، نام آخرین اثر بزرگ جووانی بلینی، نقاش برجسته ایتالیایی است. این اثر توسط دوسو دوسی و تیسین به شکل کنونی تکمیل شد. موضوع اثر به ضیافت باشکوهی اشاره دارد که همه خدایان در آن شرکت داشتند و در اواخر ضیافت پریاپوس تلاش داشت تا به لوتیس (en) تجاوز کند، اما ناکام ماند. این اثر اکنون در مالکیت نگارخانه ملی هنر آمریکا قرار دارد.

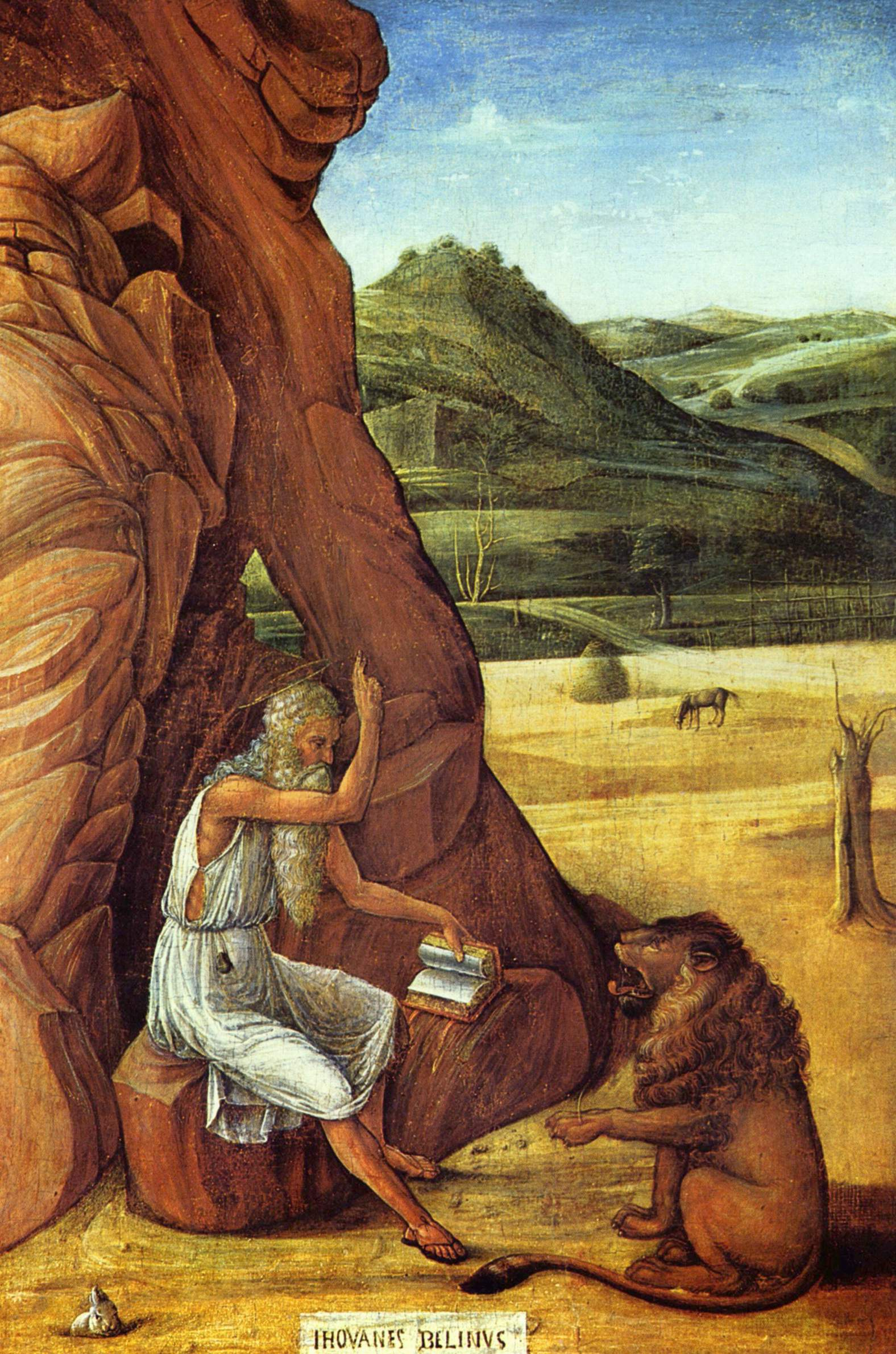
سن ژروم در صحرا، حدود ۱۴۵۵؛ تمپرا روی پانل؛ مؤسسه باربر، بیرمنگام

جووانی بلینی (ایتالیایی: Giovanni Bellini؛ زاده ۱۴۳۰ درگذشته ۲۹ نوامبر ۱۵۱۶) نقاش دوره رنسانس اهل ایتالیا بود. او با کاربست رنگهای شفاف و درخشنده مکتب ونیز را متحول کرد و به سوی آثاری دلفریب و رنگین سوق داد.
جووانی با استفاده از رنگ‌های روغنی شفاف و دیر خشک شونده، رنگ‌های عمیق و غنی و سایه‌های دقیقی ایجاد کرد. رنگ آمیزی و مناظر جوی (اتمسفریک) و روان او، تأثیر بسزایی در مدرسه نقاشی ونیزی، به ویژه در شاگردانش جورجونه و تیسین داشت.

## نگارخانه

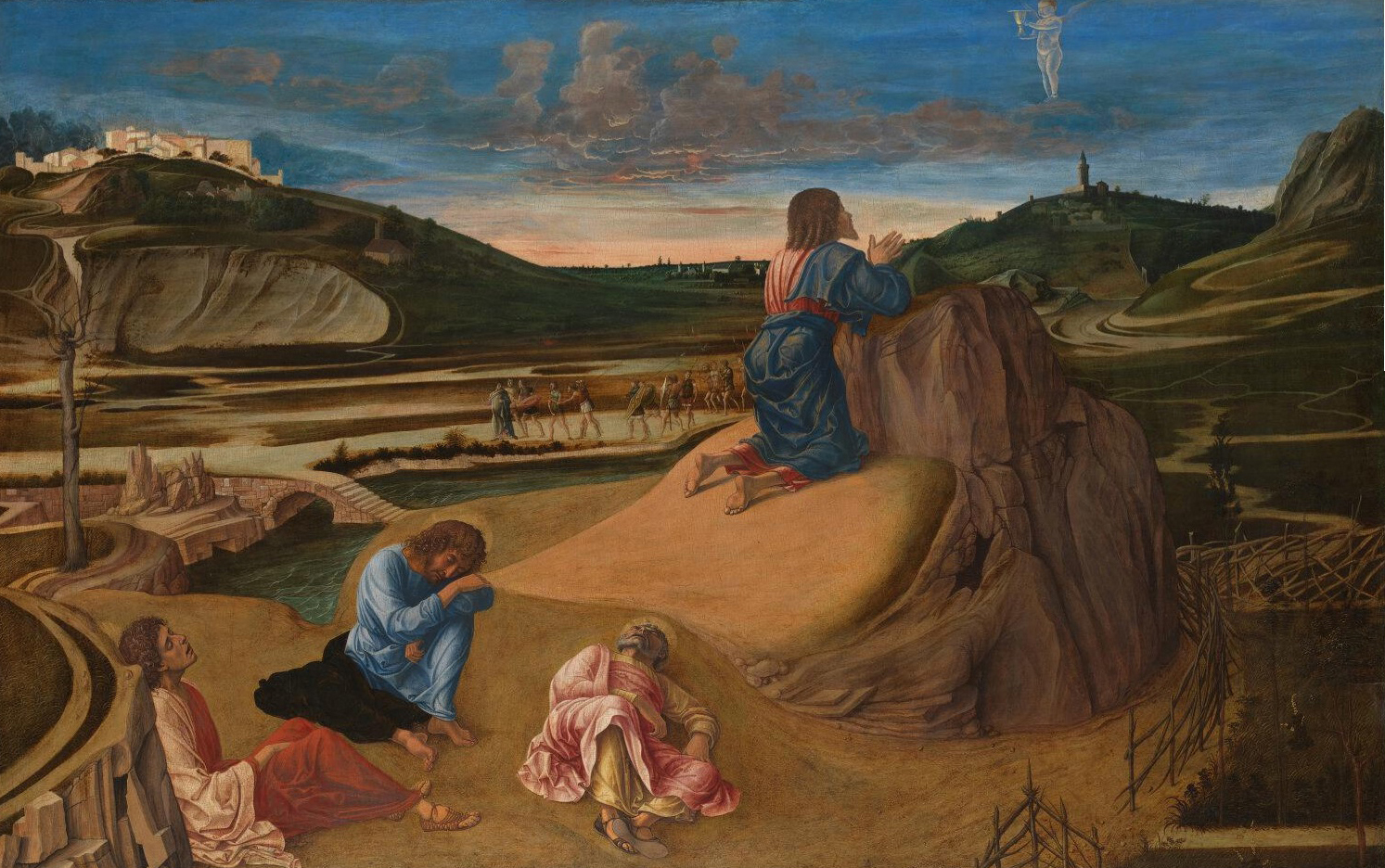
رنج در باغ، حدود ۱۴۵۹، نگارخانه ملی لندن
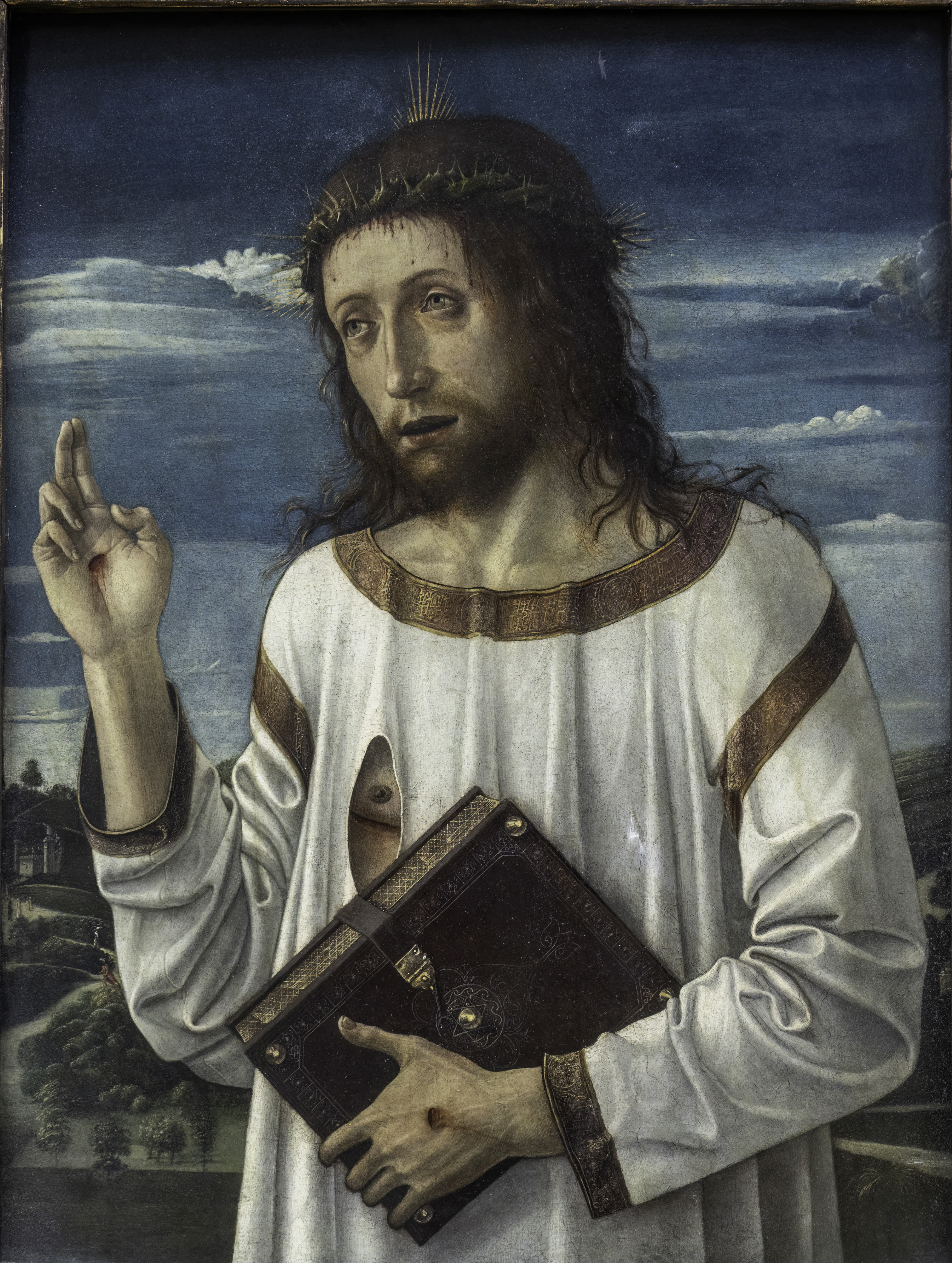
Le Christ Bénissant, 1465-1470. The tunic hem is extensively decorated with pseudo-Kufic (see detail).
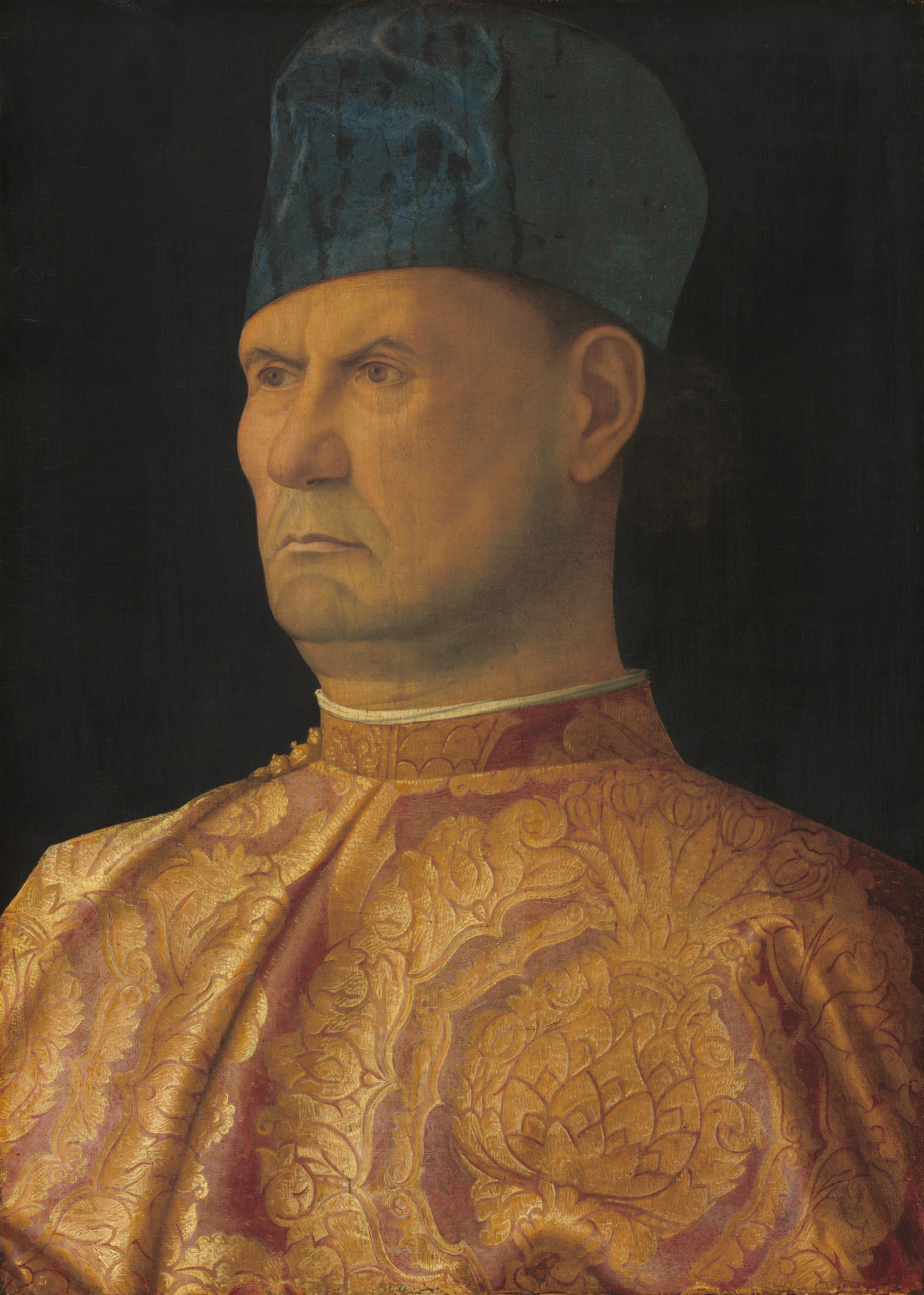
Bartolomeo d'Alviano (1455-1515)
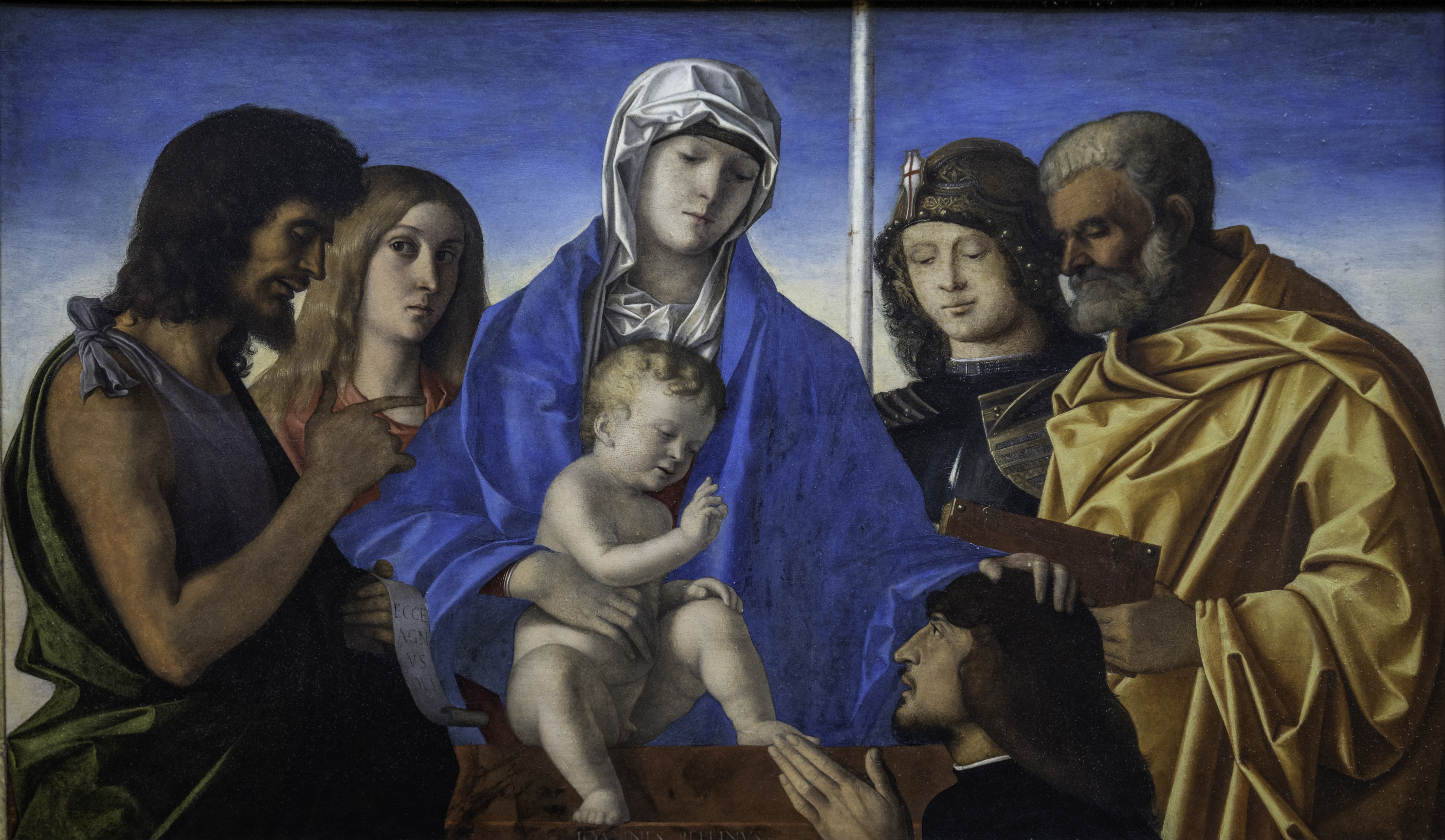
The Virgin and Saints
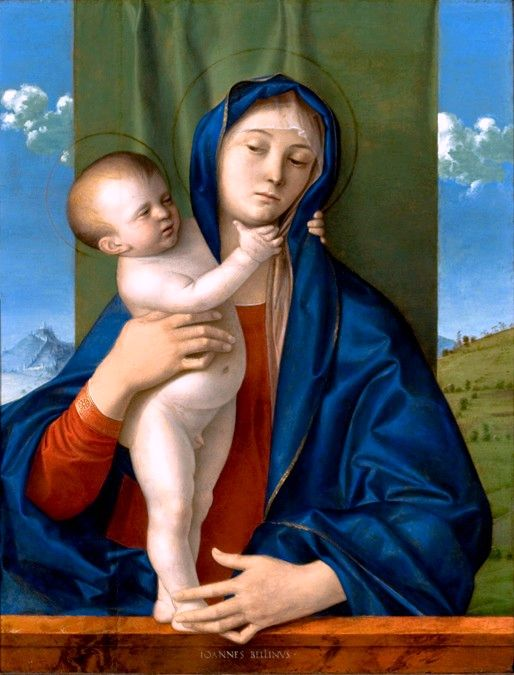
مریم و کودک ایستاده، ۱۴۸۰-۱۴۹۰، رنگ روغن روی پنل، موزه هنر سائو پائولو
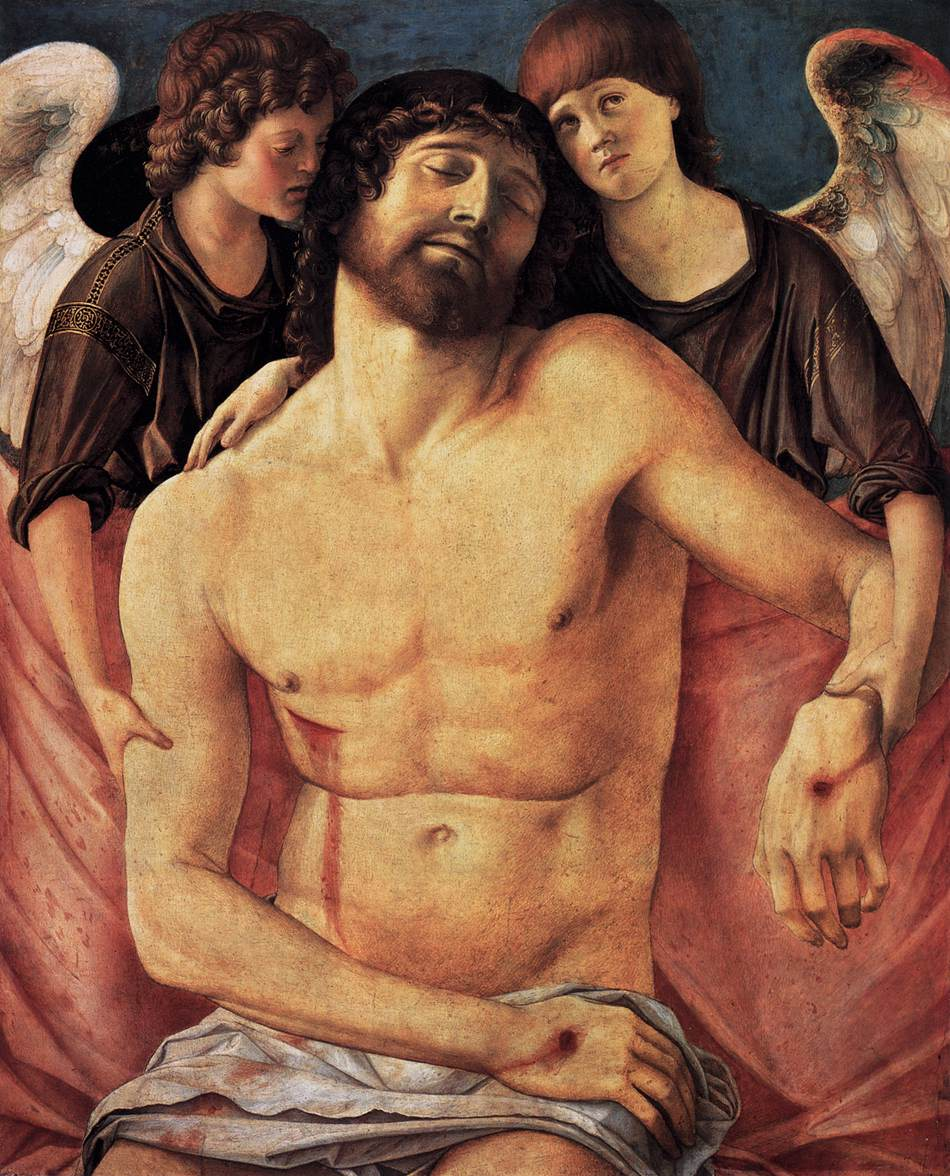
Christ supported by angels
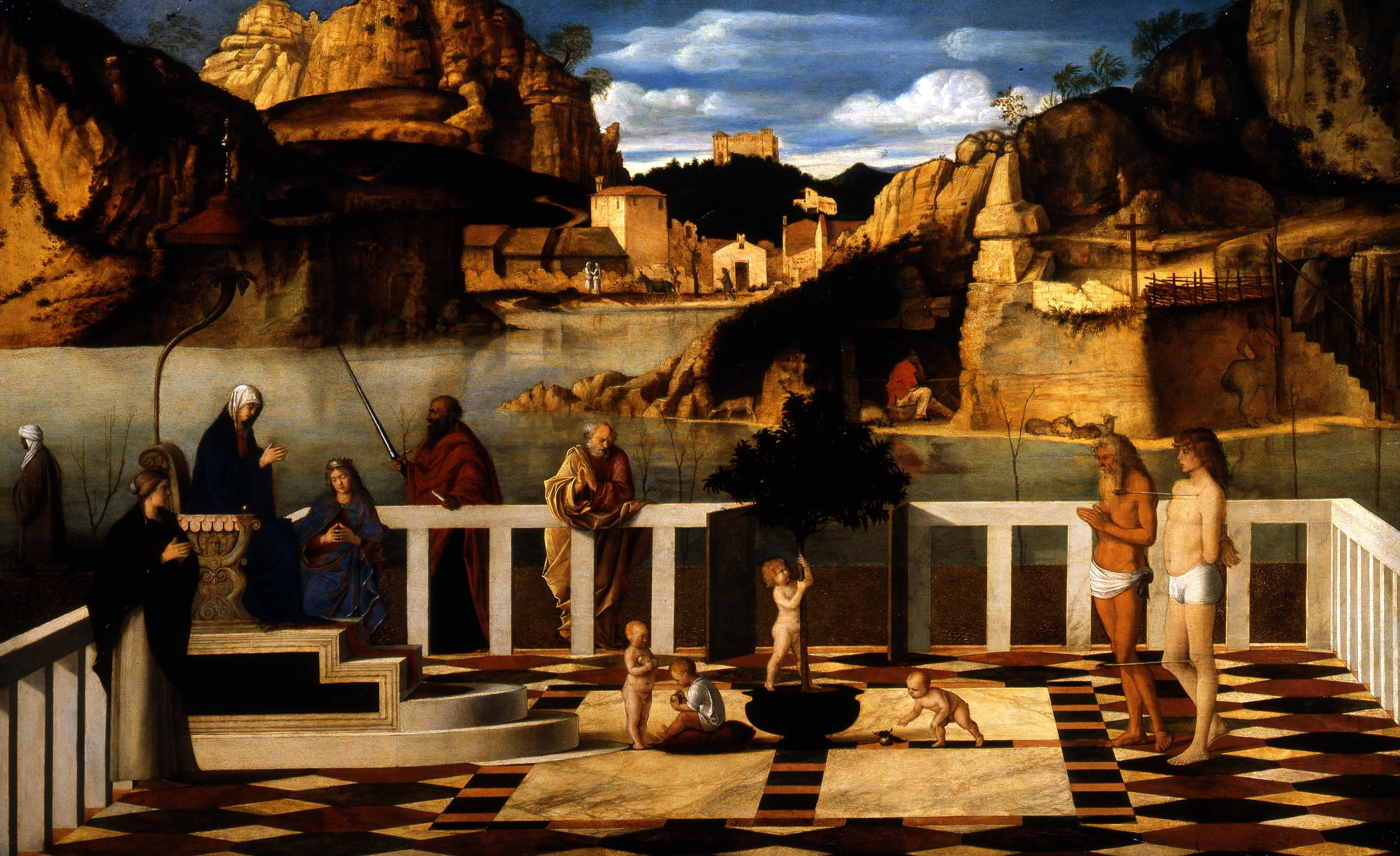
Holy Allegory, اوفیتزی، فلورانس
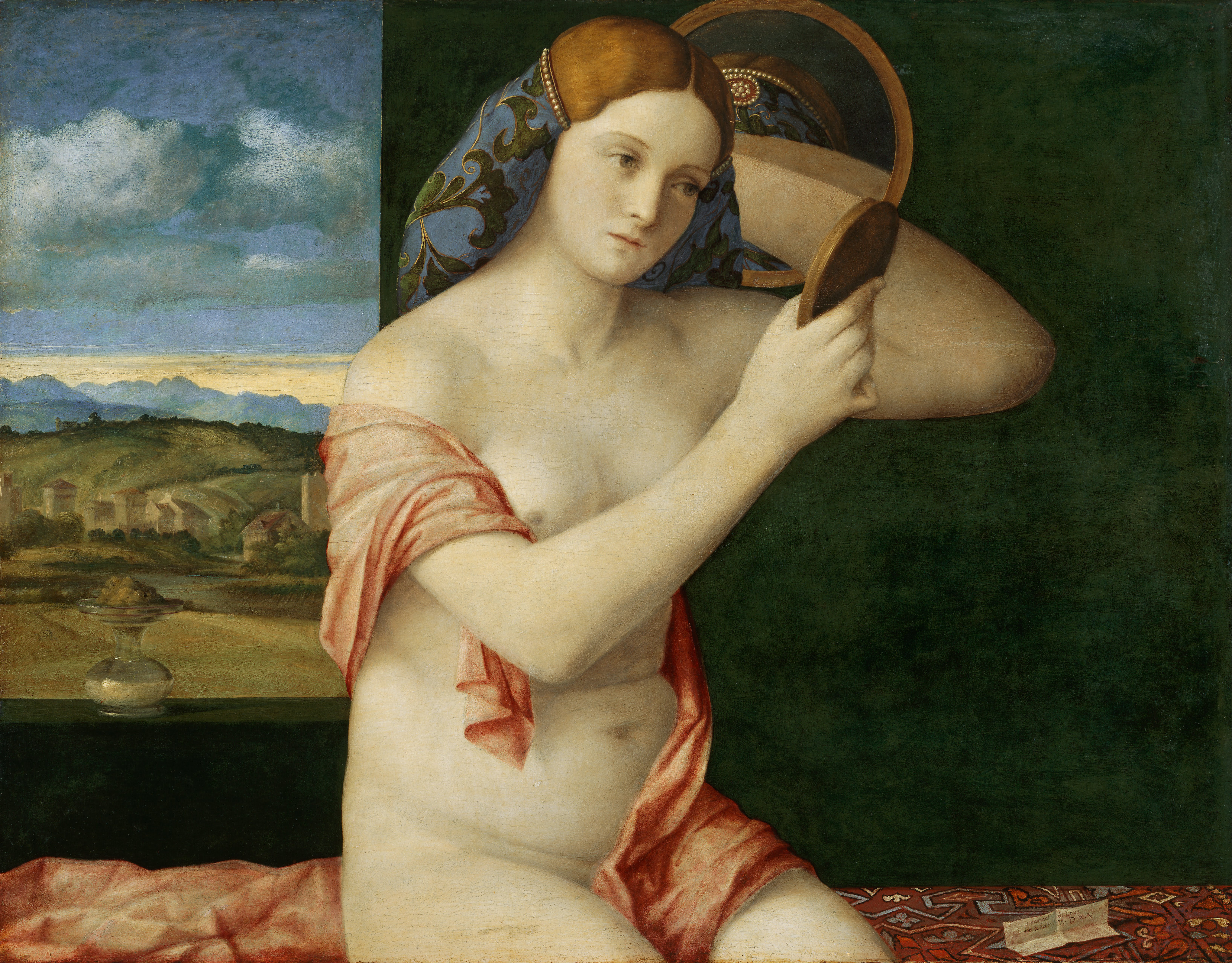
زن جوان در حین آرایش
۱۵۱۵ م.
موزه تاریخ هنر